# デュオ・マックスウェル
デュオ・マックスウェルは、アニメ『新機動戦記ガンダムW』および『新機動戦記ガンダムW Endless Waltz』に登場する架空の人物。担当声優は関俊彦。

## 人物
- 人種：アメリカ系宇宙移民の子孫
- 出身地：L2コロニー群の、宇宙の遊牧民といわれる「スイーパー・グループ」
- 年齢：15歳
- 身長：160センチメートル[1]
- 体重：43キログラム
- 瞳色：コバルトブルー
- 髪色：ブラウン
- 趣味：髪を編むこと[2]

MSパイロットとしての卓越した腕と共に、セキュリティ破りのプロフェッショナルであり、瀕死の重傷を負い、病院に拘束されていたヒイロを助けたのが、仲間になるきっかけであった。人懐っこく陽気で社交的な性格だが強情な面があり、なにかと貧乏くじを引かされることも多いが裏を返せば、そのために陥った苦境からも必ず生き残る実力と強運の持ち主ともいえる。本名は不明、デュオという名前の由来は、ある時出会った浮浪児たちのリーダー、ソロ（独奏）の「死んでもずっと一緒にいる」という遺言で、その時から「デュオ（二重奏）」という名前を名乗るようになり、「マックスウェル」の姓は自分が世話になっていた教会の名前からとった。
自ら「死神」と名乗るのは、地球圏統一連合の反体制派掃討作戦に巻き込まれて自分が育った教会が焼き討ちにあった時（この事件は非常に有名で「マックスウェル教会の悲劇」として人々に記憶されるようになる）や、その後プロフェッサーGと出会い、ガンダムのパイロットになるまでに、夥しい数の屍を見てきたという経験、そして「奇跡というものは見たことが無い」ためである。自称通りの死神を思わせる黒衣のモチーフは、かつて世話になった教会に敬意を払う意味からか、牧師の服からきている。
名前の由来はラテン語の「2（duo）」、姓は『マックスウェルの悪魔』から。
隅沢克之によるとアニメ『家なき子』の登場人物・マチヤのイメージとのこと。

## 劇中での活躍

### 新機動戦記ガンダムW
オペレーション・メテオが発動されると、「相棒」と呼ぶ機体ガンダムデスサイズで地球へ降下する。地球降下後は太平洋上のサルベージ船の船長で、かつてはトールギスの開発にも関わった技術者でもあるハワードの協力を受け、任務を遂行していく。同じガンダムパイロットの中ではヒイロ・ユイと最初に出会い、その最初の対面ではリリーナ・ドーリアンを殺そうとするヒイロの行動を阻止したが、必要以上にヒイロをいたぶってしまったことから、リリーナからは逆に非難されてしまう。
地球圏統一連合の医療施設からヒイロを脱出させた後は、彼の無茶な行動に驚き呆れながらも行動をともにするが、ウイングガンダムの修理にデスサイズのパーツを勝手に抜き取られてしまう。OZのトーラス輸送襲撃作戦が失敗した後はカトルと共に行動し、コロニーを懐柔して取り込もうとするOZの企みを知らせようと、シンガポールの基地から宇宙に上がる。しかしヒイロと違ってモビルスーツを捨てずにHLVに載せていたため、宇宙で漂流中にOZに発見されてモビルドールのトーラス部隊の前にあえなく捕虜になってしまう。この際自爆スイッチを押すが、回路の故障で自爆できずに終わった。
囚われていた基地からはヒイロによって救出されるが、自分の「相棒」が見せしめのために破壊されるのを目の当たりにし、アストロビジョンの前で絶叫する。月面基地に潜入するためOZ宇宙軍の新兵募集に紛れ込み、そこで志願兵の少女ヒルデ・シュバイカーと出会う。ヒルデにあっさり潜入を見破られ拘束されるが、彼女に一体誰が敵で、なぜコロニーが戦うのかなどを語りかける。そのヒルデに助けられ辛くも月面基地に辿り着き、そこで自分のデスサイズがシェンロンガンダムと共に、ガンダムを製造した5人の科学者によって改良されているのを発見する。科学者達に提案され、再びデスサイズに乗るためにその完成まで基地に囚われることにする。その際科学者達がデュオを捕え、OZに協力的なところを印象付けるため、拳法の達人である老師Oに叩きのめされてしまう。張五飛と共に拘束中に独房の空気を遮断されるという危機をしのぎ、この時点で完成度7割だったが、新型のガンダムデスサイズヘルで月面基地を脱出する。
月面基地脱出後は、コロニーでヒルデと共にジャンク屋をやりながら、部品調達と調整を兼ねてデスサイズヘルでOZにゲリラ的な攻撃を繰り返していたが、OZの技術将校トラント特尉に発見され、ウイングガンダムゼロのゼロシステムの実験に協力させられる。システムに圧倒されたデュオはまともな人間の扱える代物ではないと、ウイングゼロに戦慄を覚え、その性能に憑りつかれて暴走するトラントを撃退する。
その後コロニー市民の武装組織ホワイトファングに危険を感じて協力を拒んでからは、ジャンク屋をたたんで旅立ち、他のガンダムパイロットと合流して、かつての協力者ハワード率いるピースミリオンに乗り込む。OZトレーズ派の残党が血迷って占拠したコロニーへと忍び込んで司令部を制圧、解放させたり、ホワイトファングの宇宙戦艦リーブラに潜入したヒルデのピンチを間一髪で救い、ガンダムパイロットのデータが組み込まれたヴァイエイトとメリクリウスを単独で撃破する、などの活躍を見せる。最終決戦ではリーブラに囚らわれていた5人の科学者を解放し、彼らをデスサイズヘルに取り付かせたまま砲弾の飛び交う戦場を強行突破する。その甲斐あって科学者達の手により、地球に落下するリーブラの軌道を変えさせることに成功した。

### 新機動戦記ガンダムW Endless Waltz
黒メインの服はTV版同様だが、牧師服の衣装ではない。マリーメイア軍の計画を阻止するためヒイロと共にX-18999コロニーへ潜入する。そこで同じく潜入したトロワ・バートンとコロニー落としの阻止に成功する。この時もデュオはヒイロに頼まれて彼の頬を一発殴ったが、即座に鳩尾へのカウンターを喰らって昏倒させられ、潜入を続けるトロワを信用させるための捕虜になった。さらにその後、トロワはサリィのサポートのために爆発等を起こしたがデュオに対してはサポートしなかった（デュオが脱出出来ると見切った上での行動だが）ため、自力で脱出した。トロワと共にX-18999コロニーを脱出した後は、カトルにより回収されたガンダムデスサイズヘルに再び乗り、ブリュッセルの大統領府でMSサーペントの大部隊に戦いを挑む。マリーメイア軍との戦いが終わり、再び平和が戻ってからはデスサイズを爆破し、ヒルデと共にジャンク屋を再開する（小説版では何でも屋をやるのもいいかも知れないと思っている）。

### PREVENTER・5（漫画『新機動戦記ガンダムW EPISODE ZERO』収録）
コロニーの外で作業しているところをサリィの訪問を受けて、プリベンターに合流、立てこもり事件の解決に協力する事になる。なお、直前にサリィの訪問を受けたヒルデはデュオが何処にいるのか知らなかった。

### 新機動戦記ガンダムW Frozen Teardrop
『Endless Waltz』より数十年後、デュオ・マックスウェルの名を息子に与え、自身はファザー・マックスウェルと名乗っている。
火星での戸籍上ではジェームズ・クラーク・マックスウェルとなっている。戦争終結後、火星大統領に立候補する。火星住民からの支持もあり3代目火星大統領に就任する。

## 搭乗機
主な搭乗機
- XXXG-01D ガンダムデスサイズ
  - XXXG-01D ガンダムデスサイズ（EW版）
  - XXXG-01D2 ガンダムデスサイズヘル
  - XXXG-01D2 ガンダムデスサイズヘル（EW版）

その他の搭乗機
- XXXG-00W0 ウイングガンダムゼロ(テレビアニメ版)
- OZ-06MS リーオー

## 評価
『愛と戦いのロボット 完全保存版』で発表されたアンケート「みんなで選ぶロボットアニメーションベスト100」では、「一番カッコイイヒーローは？」で第35位にランクインした。